# Anna Marie Jaklová
Anna Marie Jaklová (5 dicembre 2005) è una fondista ceca.

## Biografia
Anna Marie Jaklová, attiva dal dicembre del 2021, ha esordito ai Campionati mondiali a Trondheim 2025, dove si è classificata 23ª nella 10 km e 8ª nella staffetta, e in Coppa del Mondo il 15 marzo dello stesso anno a Oslo in una 30 km (48ª); non ha preso parte a rassegne olimpiche.

## Palmarès

### Coppa del Mondo
- Miglior piazzamento in classifica generale: 161ª nel 2025